# Eric Kelso
Eric Kelso (22 dicembre 1962) è un doppiatore statunitense che risiede e lavora a Tokyo in Giappone, noto per i suoi ruoli doppiati in diversi videogiochi.

## Biografia
Eric Kelso ha frequentato la scuola superiore a Santa Cruz, in California, e ha studiato presso l'Università di Santa Barbara, dove si è laureato in Studi Cinematografici. Durante il suo periodo all'UCSB ha ricevuto il Corwin Metropolitan Film Award per la scrittura e la regia del cortometraggio an echo en route
Dopo essersi laureato nel 1986, ha deciso di viaggiare per il mondo alla ricerca di soggetti per documentari. Ha trovato lavoro e residenza attuale in Giappone.

## Doppiaggio
- Jacky Bryant in Virtua Fighter 3, Virtua Fighter 4, Sega Superstars, Virtua Quest, Virtua Fighter 5, Sonic & Sega All-Stars Racing, Dead or Alive 5 Ultimate
- Siegfried Schtauffen in Soul Blade
- Slash in Slashout
- Picchiarello, Biff Tannen in Universal Studios Theme Parks Adventure
- Paul Phoenix in Tekken 4,Tekken 5, Tekken 5: Dark Resurrection, Tekken 6
- Reiji Takigawa in Bloody Roar 4
- Captain Falcon, Blood Falcon in F-Zero GX [1]
- Annunciatore in Pokémon Tretta